# 東京文科短期大学 (二松學舍)
東京文科短期大学（とうきょうぶんかたんきだいがく）は、東京都千代田区三番町6-16において1951年4月1日に設置が計画されていた日本の私立短期大学である

## 概要
- 財団法人二松學舍を母体として、当時既存の東京文科大学に併設する形で1950年10月、翌年の開学を目指すべく、文部省[注 2]に設置認可の申請を行っていた[1][2]。
- しかし結局は、不認可となり、設立を断念した[3]

## 学科
- 国文科第二部
- 音楽科